# Eucalyptus agglomerata
Eucalyptus agglomerata é uma árvore endêmica do leste da Austrália. Possui casca fibrosa e persistente, folhas verdes ou verde-acinzentadas com um brilho azulado, gomos florais em grupos de onze a quinze, flores brancas a cor creme e frutos hemisféricos achatados e aglomerados.

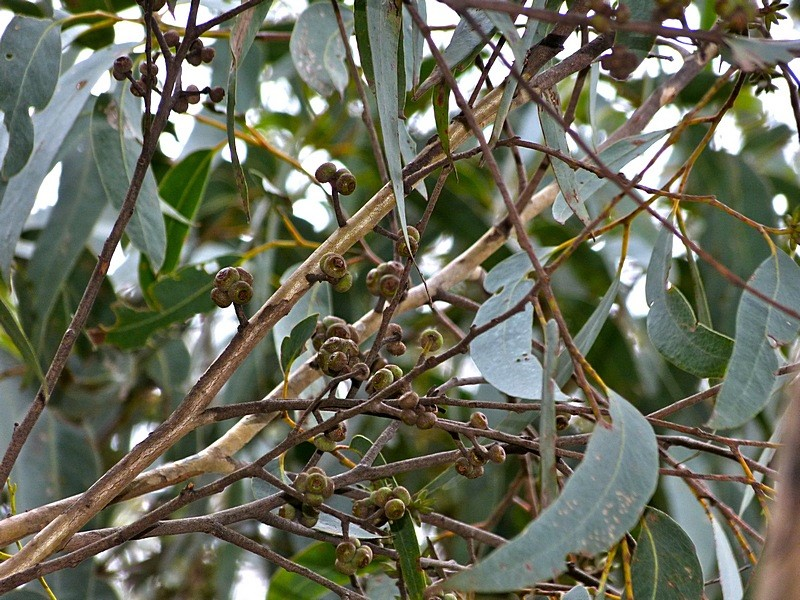
Folhagem de E. agglomerata.

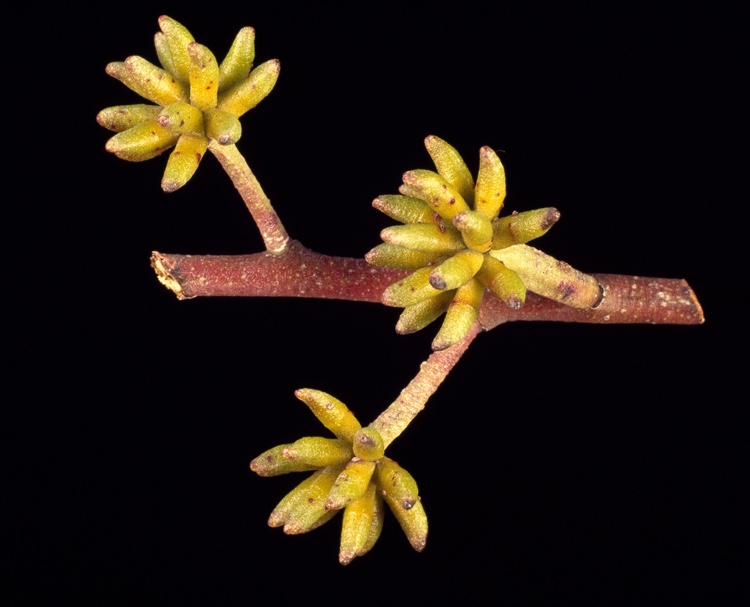
Gomos florais de E. agglomerata.

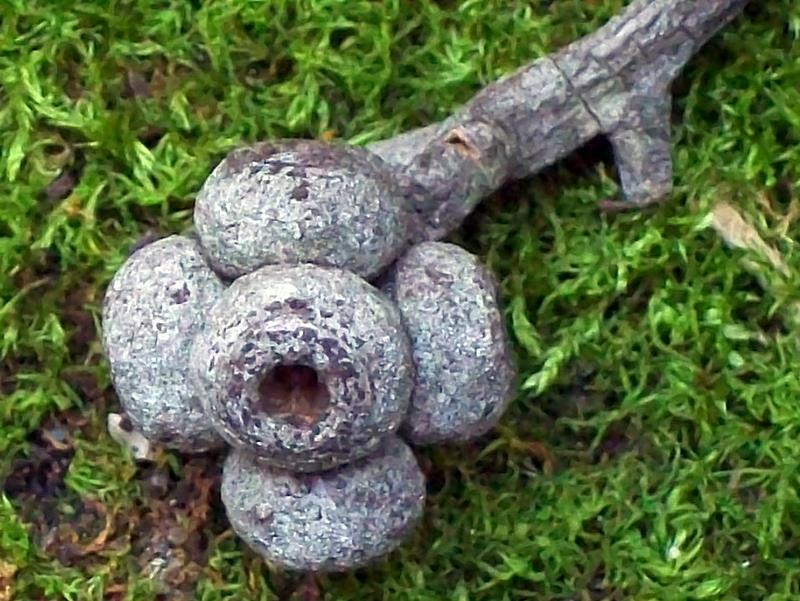
Frutos de E. agglomerata.

## Descrição
O Eucalyptus agglomerata é uma árvore que atinge até 40 metros de altura, caracterizada por uma casca espessa e fibrosa, geralmente cinza sobre um tom marrom-avermelhado. As folhas das árvores jovens são verdes, brilhantes, onduladas e peludas, com formato lanceolado amplo a ovado. Já as folhas adultas são glabras, de lanceoladas a amplamente lanceoladas, medindo entre 75 e 120 mm de comprimento e 14 a 30 mm de largura. Elas variam de verdes a verde-acinzentadas, com tonalidade semelhante em ambas as faces, exibindo um brilho sutil e uma nuance azulada que, à distância, dá à folhagem uma aparência azul-esverdeada. Os gomos florais aparecem em grupos de onze a quinze, sustentados por um pedúnculo achatado ou angular de 6 a 13 mm de comprimento, sem pedicelos nos gomos individuais. Os gomos maduros têm formato oblongo ou fusiforme, com 7 a 8 mm de comprimento e cerca de 3 mm de largura, apresentando uma caliptra cônica tão longa e larga quanto o hipanto. As flores são brancas e a floração ocorre principalmente entre outubro e janeiro. Os frutos são hemisféricos achatados e aglomerados, medindo de 3 a 5 mm de comprimento por 5 a 10 mm de largura.

## Taxonomia e nomenclatura
O Eucalyptus agglomerata foi descrito formalmente em 1922 por Joseph Henry Maiden, com a descrição publicada no Journal and Proceedings of the Royal Society of New South Wales. O espécime-tipo foi coletado por Maiden em 1896 em Hill Top [en], na região das Terras Altas do Sul de Nova Gales do Sul. O epíteto específico (agglomerata) é um adjetivo em latim que significa "aglomerado" ou "reunido em massa", em referência aos frutos agrupados.

## Distribuição e habitat
O Eucalyptus agglomerata é frequentemente encontrado em encostas suaves a moderadas nas áreas costeiras e de planalto, embora também cresça em declives acentuados das Montanhas Azuis. Os solos variam em tipo, alguns de baixa qualidade, mas a maioria apresenta boa umidade no subsolo. Solos podzólicos oferecem os melhores resultados. Predominam solos sedimentares, derivados de folhelhos e arenitos, e, em menor escala, de ardósias. O clima é geralmente quente e úmido, com precipitação anual entre 700 e 1.500 mm. Geadas são comuns nas altitudes mais elevadas de sua distribuição, mas ausentes nos habitats costeiros mais baixos. A temperatura média máxima do mês mais quente varia de 25 a 31 °C, enquanto a mínima do mês mais frio fica entre -2 e 6 °C. A espécie ocorre a até 120 km do mar.
Está presente nas regiões leste-central e sul de Nova Gales do Sul, distribuindo-se ao norte até Wauchope [en] e ao sul até logo após a fronteira com Victoria, alcançando o Parque Nacional Croajingolong [en].

## Ecologia
O Eucalyptus agglomerata é uma árvore usada como alimento por coalas. Um estudo de campo realizado em 2000 no distrito de Campbelltown, sudoeste de Sydney, revelou que os coalas preferem o Eucalyptus agglomerata e o Eucalyptus punctata quando essas espécies crescem em solos derivados de folhelho, em vez de arenito.

## Uso em horticultura
Embora raramente cultivada, a espécie tem potencial como quebra-vento ou árvore de proteção.

## Madeira
O alburno, de tom marrom-claro, é resistente ao besouro Lyctus brunneus. O cerne, também marrom-claro, possui textura moderadamente fina com alguns grãos entrelaçados. Pesa 930 kg por metro cúbico, seca lentamente e é utilizado em construções gerais e cercas.